# Лос-Андес (Колумбия)
Лос-Андес (исп. Los Andes) — город и муниципалитет на юго-западе Колумбии, на территории департамента Нариньо. Входит в состав провинции Гуамбуяко.

## История
Поселение, из которого позднее вырос город, было основано Убриано Бакой и Хусто Овьедо 1 января 1845 года. Муниципалитет Лос-Андес был выделен в отдельную административную единицу в 1911 году.

## Географическое положение

Муниципалитет Лос-Андес

Город расположен в центральной части департамента, в горной местности Центральной Кордильеры, на расстоянии приблизительно 36 километров к северо-западу от города Пасто, административного центра департамента. Абсолютная высота — 1201 метр над уровнем моря.
Муниципалитет Лос-Андес граничит на севере с территорией муниципалитета Магуи-Паян, на северо-востоке — с муниципалитетами Кумбитара и Поликарпа, на востоке — с муниципалитетом Эль-Пеньоль, на юго-востоке — с муниципалитетом Линарес, на юге — с муниципалитетом Ла-Льянада, на юго-западе и западе — с муниципалитетом Барбакоас. Площадь муниципалитета составляет 809 км².

## Население
По данным Национального административного департамента статистики Колумбии, совокупная численность населения города и муниципалитета в 2015 году составляла 19 414 человек.
Динамика численности населения муниципалитета по годам:
| 2005   | 2006   | 2007   | 2008   | 2009   | 2010   | 2011   | 2012   | 2013   | 2014   | 2015   |
| ------ | ------ | ------ | ------ | ------ | ------ | ------ | ------ | ------ | ------ | ------ |
| 16 249 | 16 539 | 16 834 | 17 145 | 17 437 | 17 766 | 18 084 | 18 403 | 18 738 | 19 078 | 19 414 |

Согласно данным переписи 2005 года мужчины составляли 50,7 % от населения Лос-Андеса, женщины — соответственно 49,3 %. В расовом отношении белые и метисы составляли 98,9 % от населения города; индейцы — 0,8 %; негры, мулаты и райсальцы — 0,3 %.
Уровень грамотности среди всего населения составлял 84,5 %.

## Экономика
58,8 % от общего числа городских и муниципальных предприятий составляют предприятия торговой сферы, 26,7 % — предприятия сферы обслуживания, 13,9 % — промышленные предприятия, 0,6 % — предприятия иных отраслей экономики.

## Транспорт
Через город проходит национальное шоссе № 17 (исп. Ruta Nacional 17).